# Shorea praestans
Shorea praestans är en tvåhjärtbladig växtart som beskrevs av Peter Shaw Ashton. Shorea praestans ingår i släktet Shorea och familjen Dipterocarpaceae. Inga underarter finns listade i Catalogue of Life.